# Kyphosus gladius
Kyphosus gladius is een straalvinnige vissensoort uit de familie van de loodsbaarzen (Kyphosidae). De wetenschappelijke naam van de soort is voor het eerst geldig gepubliceerd in 2013 door Knudsen & Clements.